# انتخاب بچه‌ها
انتخاب بچه‌ها (انگلیسی: Guys Choice) که در گذشته با نام جوایز اسپایک انتخاب بچه‌ها (Spike Guys Choice Awards) شناخته می‌شود یک نمایش جوایز تولید شده‌است، که به وسیله ویاکوم و از شبکه اسپایک از ۲۰۰۷ تا ۲۰۱۶ پخش می‌شد. برندگان این جایزه در اصل تا سال ۱۰۱۵ توسط رای‌گیری از بینندگان و طرفداران انتخاب می‌شدند.